# عین زویت
عین زویت (به عربی: عین زویت) یک شهرداری در الجزایر است که در استان سکیکده واقع شده‌است. عین زویت ۱٬۹۷۷ نفر جمعیت دارد.